# (9663) Zwin
(9663) Zwin (1996 GC18) – planetoida z grupy pasa głównego asteroid okrążająca Słońce w ciągu 4,3 lat w średniej odległości 2,64 j.a. Odkryta 15 kwietnia 1996 roku.